# Wólka Bałtowska
Wólka Bałtowska est une localité polonaise de la gmina de Bałtów, située dans le powiat d'Ostrowiec en voïvodie de Sainte-Croix.